# Kościół Matki Boskiej Królowej Polski w Modryniu
Kościół Matki Boskiej Królowej Polski w Modryniu – rzymskokatolicki kościół w Modryniu, dawna cerkiew unicka, a następnie prawosławna pod wezwaniem Opieki Matki Bożej.

## Historia
Fundatorką wzniesionej w 1740 świątyni była Rozalia z d. Wilga. Cerkiew należała do parafii unickiej do 1870, gdy przejęła ją parafia prawosławna. W 1920 została zamknięta na mocy decyzji polskiej administracji, razem z cerkwiami w Łaskowie, Kryłowie, Małkowie i Prehoryłem.
Współcześnie (2011) użytkuje ją Kościół katolicki. Jest to świątynia murowana, z jedną cebulastą kopułką, jedną kwadratową nawą i zamkniętym trójbocznie prezbiterium.

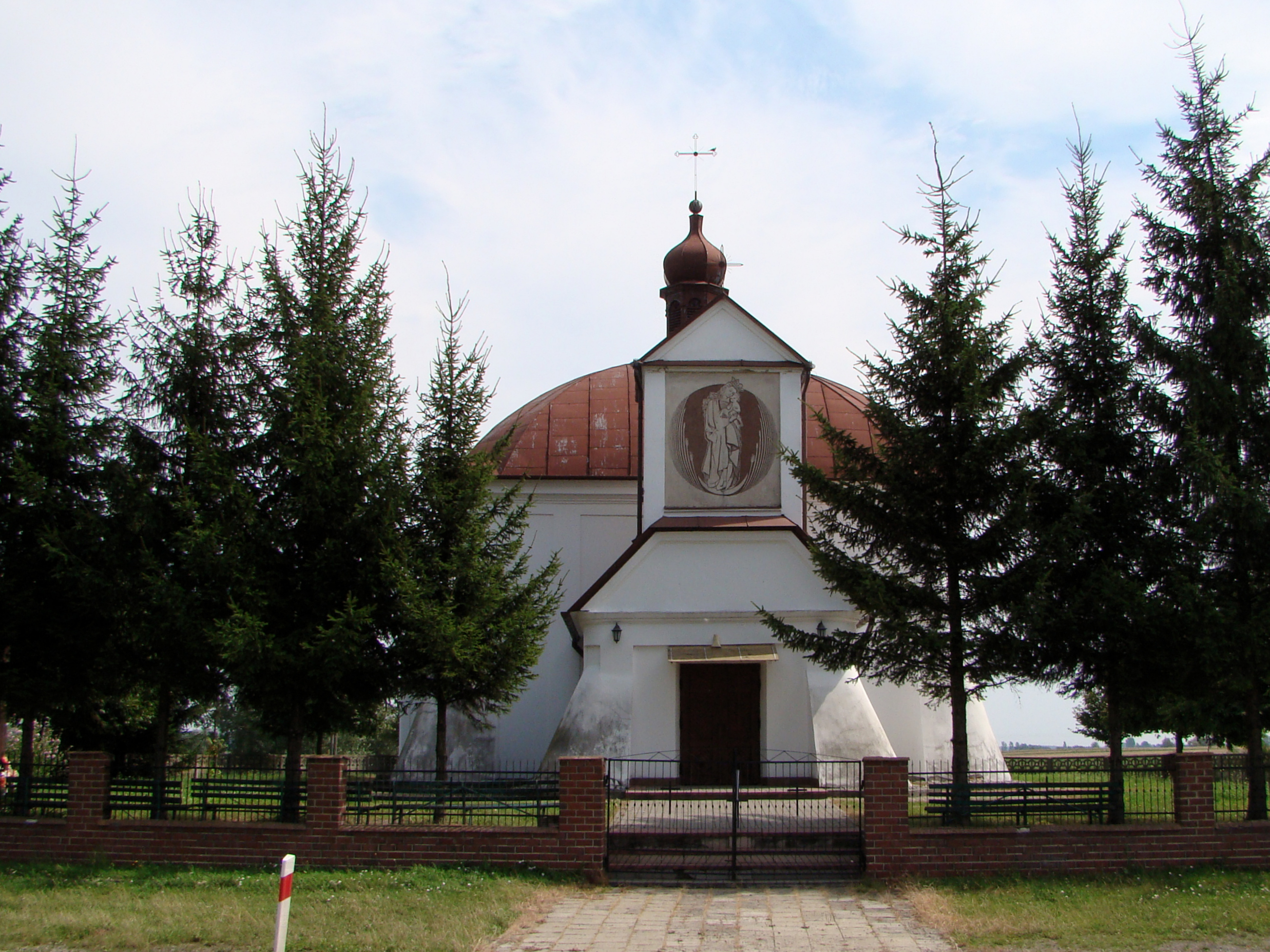
Kościół pw. Matki Boskiej Królowej Polski